# 姜树茂
姜树茂（1933年—1993年），男，山东莱西人，中国作家，曾任中国作家协会山东分会副主席。